# Skate nos Jogos Olímpicos de Verão de 2024 - Street feminino
A competição do street feminino do skate nos Jogos Olímpicos de Verão de 2024 foi realizada em 28 de julho de 2024 na Praça da Concórdia, em Paris. Um total de 22 skatistas de 10 Comitês Olímpicos Nacionais (CON) participaram do evento.

## Qualificação
Um total de 22 vagas estavam disponíveis para o street feminino, sendo atribuídas as 20 melhores skatistas do ranking mundial, uma pela regra da universalidade e uma para o país anfitrião, a França.

## Formato da competição
Todas as 22 skatistas fazem duas corridas de 45 segundos e, em seguida, cinco rodadas de manobras simples. Apenas a melhor pontuação de corrida e as duas maiores pontuações de manobras simples das sete rodadas para cada skatista contam para a pontuação final. As oito melhores skatistas das preliminares se classificam para as finais, onde as pontuações são zeradas e seguem o mesmo formato de duas rodadas de 45 segundos e cinco rodadas de manobras simples.

## Calendário
Horário local (UTC+2)
| Dia                 | Horário | Fase         |
| ------------------- | ------- | ------------ |
| 28 de julho de 2024 | 12:00   | Preliminares |
| 28 de julho de 2024 | 17:00   | Final        |

## Medalhistas
| Ouro   | JPN Coco Yoshizawa |
| Prata  | JPN Liz Akama      |
| Bronze | BRA Rayssa Leal    |

## Resultados

### Preliminares
As oito competidoras com as melhores pontuações, independente da bateria, avançam a final.
| Pos. | Bateria | Skatista          | CON                | Corrida | Corrida | Manobra | Manobra | Manobra | Manobra | Manobra | Total  | Notas |
| Pos. | Bateria | Skatista          | CON                | 1       | 2       | 1       | 2       | 3       | 4       | 5       | Total  | Notas |
| ---- | ------- | ----------------- | ------------------ | ------- | ------- | ------- | ------- | ------- | ------- | ------- | ------ | ----- |
| 1    | 2       | Coco Yoshizawa    | JPN Japão          | 83.59   | 71.75   | 86.65   | 88.68   | 78.19   | 0.00    | 0.00    | 258.92 | Q     |
| 2    | 4       | Liz Akama         | JPN Japão          | 86.55   | 51.40   | 86.83   | 0.00    | 84.61   | 81.35   | 78.12   | 257.99 | Q     |
| 3    | 1       | Cui Chenxi        | CHN China          | 80.62   | 82.01   | 81.18   | 83.11   | 0.00    | 89.22   | 0.00    | 254.34 | Q     |
| 4    | 1       | Chloe Covell      | AUS Austrália      | 68.14   | 78.89   | 82.26   | 0.00    | 0.00    | 85.58   | 0.00    | 246.73 | Q     |
| 5    | 4       | Funa Nakayama     | JPN Japão          | 79.87   | 54.73   | 84.56   | 0.00    | 81.09   | 0.00    | 0.00    | 245.52 | Q     |
| 6    | 3       | Paige Heyn        | USA Estados Unidos | 71.65   | 35.37   | 85.66   | 0.00    | 86.98   | 0.00    | 0.00    | 244.29 | Q     |
| 7    | 3       | Rayssa Leal       | BRA Brasil         | 59.88   | 35.62   | 85.87   | 88.87   | 92.68   | 0.00    | 0.00    | 241.43 | Q     |
| 8    | 4       | Poe Pinson        | USA Estados Unidos | 39.30   | 71.25   | 0.00    | 0.00    | 0.00    | 81.80   | 88.07   | 241.12 | Q     |
| 9    | 2       | Zhu Yuanling      | CHN China          | 59.35   | 60.11   | 0.00    | 0.00    | 86.88   | 0.00    | 87.83   | 234.82 |       |
| 10   | 2       | Roos Zwetsloot    | NED Países Baixos  | 49.5    | 71.6    | 83.61   | 0.00    | 0.00    | 0.00    | 78.50   | 233.71 |       |
| 11   | 3       | Lucie Schoonheere | FRA França         | 24.22   | 76.81   | 78.19   | 73.05   | 0.00    | 0.00    | 0.00    | 228.05 |       |
| 12   | 1       | Zeng Wenhui       | CHN China          | 55.85   | 12.66   | 0.00    | 0.00    | 83.76   | 0.00    | 83.88   | 223.49 |       |
| 13   | 2       | Daniela Terol     | ESP Espanha        | 63.72   | 70.12   | 76.39   | 0.00    | 0.00    | 73.87   | 0.00    | 220.38 |       |
| 14   | 1       | Natalia Muñoz     | ESP Espanha        | 48.83   | 57.44   | 74.25   | 83.01   | 68.12   | 0.00    | 0.00    | 214.70 |       |
| 15   | 3       | Keet Oldenbeuving | FRA França         | 64.61   | 48.40   | 0.00    | 72.69   | 73.48   | 0.00    | 0.00    | 210.78 |       |
| 16   | 2       | Pâmela Rosa       | BRA Brasil         | 11.52   | 41.48   | 0.00    | 0.00    | 80.10   | 0.00    | 83.65   | 205.23 |       |
| 17   | 4       | Vareeraya Sukasem | THA Tailândia      | 48.52   | 45.07   | 0.00    | 74.04   | 78.19   | 0.00    | 0.00    | 200.75 |       |
| 18   | 1       | Boipelo Awuah     | RSA África do Sul  | 19.56   | 31.82   | 0.00    | 61.15   | 51.78   | 66.37   | 0.00    | 159.34 |       |
| 19   | 2       | Gabi Mazetto      | BRA Brasil         | 21.07   | 61.17   | 0.00    | 0.00    | TNS     | 83.18   | 0.00    | 144.35 |       |
| 20   | 3       | Haylie Powell     | AUS Austrália      | 62.19   | 41.07   | 0.00    | 0.00    | 0.00    | 63.11   | 0.00    | 125.30 |       |
| 21   | 1       | Liv Lovelace      | AUS Austrália      | 40.38   | 23.00   | 77.72   | 0.00    | 0.00    | 0.00    | 0.00    | 118.10 |       |
| 22   | 4       | Mariah Duran      | USA Estados Unidos | 12.13   | 58.36   | 0.00    | 0.00    | 0.00    | 0.00    | 0.00    | 58.36  |       |

### Final
As três competidoras com as melhores pontuações no total conquistaram as medalhas.
| Pos.              | Skatista       | CON                | Corrida | Corrida | Manobra | Manobra | Manobra | Manobra | Manobra | Total  |
| Pos.              | Skatista       | CON                | 1       | 2       | 1       | 2       | 3       | 4       | 5       | Total  |
| ----------------- | -------------- | ------------------ | ------- | ------- | ------- | ------- | ------- | ------- | ------- | ------ |
| Medalha de ouro   | Coco Yoshizawa | JPN Japão          | 85.02   | 86.80   | 0.00    | 86.34   | 0.00    | 96.49   | 89.46   | 272.75 |
| Medalha de prata  | Liz Akama      | JPN Japão          | 3.28    | 89.26   | 92.62   | 84.07   | 0.00    | 0.00    | 0.00    | 265.95 |
| Medalha de bronze | Rayssa Leal    | BRA Brasil         | 71.66   | 34.80   | 0.00    | 92.88   | 0.00    | 0.00    | 88.83   | 253.37 |
| 4                 | Cui Chenxi     | CHN China          | 65.47   | 65.04   | 86.98   | 89.11   | 0.00    | 0.00    | 0.00    | 241.56 |
| 5                 | Poe Pinson     | USA Estados Unidos | 36.75   | 50.18   | 83.73   | 0.00    | 88.43   | 0.00    | 0.00    | 222.34 |
| 6                 | Paige Heyn     | USA Estados Unidos | 39.88   | 76.41   | 0.00    | 86.82   | 0.00    | 0.00    | 0.00    | 163.23 |
| 7                 | Funa Nakayama  | JPN Japão          | 48.14   | 79.77   | 0.00    | 0.00    | 0.00    | 0.00    | 0.00    | 78.77  |
| 8                 | Chloe Covell   | AUS Austrália      | 70.33   | 45.46   | 0.00    | 0.00    | TNS     | 0.00    | 0.00    | 70.33  |